# 仲村もも
仲村 もも（なかむら もも、1985年3月6日 - ）は、日本の元AV女優。
東京都出身。身長:155cm 、スリーサイズ:B:83cm（Cカップ） W:60cm H:85cm  

## 略歴
- 2004年4月に『恋する季節』でセクシア（トライハートコーポレーション）専属女優としてAVデビュー。
- 2005年に『超デジモ 仲村もも』でレアル・ワークスよりセルデビュー。
- 2007年12月31日をもって引退。
- その後も、携帯電話でアダルト向け動画を配信している『携帯動画館』の提供する『携帯ラジオ館　りもコン』のパーソナリティーを椎名りくと共に務める。

## 作品

### アダルトビデオ
2004年
- 恋する季節（4月23日、セクシア）
- ときめきピーチ（5月21日、セクシア）
- プリティーワイフ（6月18日、セクシア）
- 堕天使　お気にめすまま…（7月23日、セクシア）
- 女教師の秘蜜（8月20日、セクシア）
- 青空の下でHをしよぉ～!（9月17日、セクシア）
- タマにはしゃぶらせて!!（10月23日、セクシア）
- コスプレ魂。（11月19日、セクシア）
- MOMO JAM（12月17日、セクシア）
- SexiA 裏映像集（12月24日(レンタル）/ 2005年1月14日(セル）、セクシア）他出演:瀬戸準、高井七海、美保唯、金城アンナ、穂花

2005年
- 超デジモ（2月18日、レアル・ワークス）
- 夢の超高級ハーレムソープランド（4月22日、レアル・ワークス）
- 猥褻ザーメン（6月3日、レアル・ワークス）
- マジ泣きトライアル! ガチンコ十番勝負（6月17日、レアル・ワークス）共演:三上翔子
- 仲村もものコスプレ奴隷（7月22日、レアル・ワークス）
- マンコマニアックス（9月13日、MOODYZ）
- SEX革命（10月13日、MOODYZ）
- パイパンハイパーデジタルモザイク（11月13日、MOODYZ）
- 責め好き少女が増えている。（12月19日、ドグマ）

2006年
- 交尾エロ（1月19日、ドグマ）
- 極 本番（2月3日、GLAY'z）
- 未公開映像!3人の美女が密室で濃厚な接吻と最高に猥褻なセックス（2月19日、ドグマ）他出演:天衣みつ、森野雫(川上ゆう）
- 女子校生痴漢電車（3月3日、GLAY'z）
- 拘束椅子トランス（3月19日、ドグマ）
- ふたなりズム2（3月19日、ドグマ）他出演:天衣みつ、紋舞らん、長谷川ちひろ、長瀬あずさ、仲山ひかり
- ノーモザイクおまんこ4（5月13日、カルマ）共演:天衣みつ、田中美久
- Mドラッグ 仲村もも（7月19日、ドグマ）
- 外ズボッ!（8月31日、笠倉出版社）他出演:二宮沙樹、美保唯、遥みなみ
- 現場裏ハメ撮り(秘）映像（9月22日、笠倉出版社）他出演:美保唯、金城アンナ、松村優、村山かづは、友恵ゆい
- 単体女優プライド崩壊（11月19日、ドグマ）
- 強姦魔 美女穴ねらい（12月25日、OPERA［オペラ］）

2007年
- 東京交尾天国 act.15 仲村もも登場（1月11日、無敵屋）
- 絶頂潮吹き失禁FUCK（1月25日、OPERA［オペラ］）
- Race Queen Groove LAP1（2月7日、プレミアム）共演:笠木あやか、清原りょう、蛯原みなみ
- 宇宙的美少女登場!03（2月10日、プレステージ）
- 人妻強姦中出し レイプされ中出しされる人妻（2月10日、隼エージェンシー）
- こだわりの手コキ 4時間SP 3 40人のハンドメイド（2月10日、隼エージェンシー）他多数出演
- 超高級ハーレム痴女エステへようこそ02'（2月22日、ディープス）共演:柚原まこと、春永みう、池野朋、大槻みなみ、鏡桜
- 3時間で100発抜けるのか!?（3月8日、SODクリエイト）共演:大石もえ
- 女子校生限定20人 花の卒業式で痴女お礼参り!（3月8日、ディープス）他多数共演
- レイプ中出し2 理不尽に中出しされた8人のギャル（3月10日、隼エージェンシー）他7名出演
- 愛しのフェラチーオ6 17人のザーメン中毒（3月10日、隼エージェンシー）他16名出演
- オナニスト 第16章（3月10日、隼エージェンシー）他多数出演
- 拉致、監禁。10（3月16日、ゴーゴーズ）
- 美尻顔騎（3月26日、実録出版）
- キスマニアVol.2（4月19日、ミスター・インパクト）他多数出演
- クイズ\レイプショック2007 不正解者は即生中出し輪姦です!（5月3日、ディープス）他出演:羽田夕夏、三津なつみ、大沢佑香、東城えみ　※AV OPEN 2007エントリー作品
- ヤリすぎウテウテ痴女学院2 20人! レズ抗争がぼっぱつ!たいへんだ～っ!!（5月4日、ディープス）他多数共演
- 雌(レズ）達磨（2007年6月7日、アイエナジー）共演者多数
- 華麗なるレズ一族 羽田夕夏（6月21日、ディープス）共演:羽田夕夏、大沢佑香
- 社内露出! 新人OLの皆さ～ん! 私が「下半身丸出し」好きな女社長です。（6月21日、LADY×LADY）共演:南原香織、白石このみ、椎名めぐみ 他
- 痴女だらけのバスツアー（6月22日、レアル・ワークス）共演:@YOU、月嶋りお、小池絵美子、松浦ユキ
- IP OFFICE（7月1日、アイデアポケット）他多数共演
- 女子校生レズロリ白書 第一章（7月11日、プレステージ）共演:大沢佑香
- パイパン中出し 2（8月1日、エッジ）
- FELLATIO FESTIVAL 6（8月1日、アイデアポケット）他多数出演
- サドマゾ集団レズビアン!不平等な凌辱ギャル痴女マニアックLOVE（8月19日、クロス）共演:宝部ゆき、飯島加奈、山本凛、青木里菜、冬野みずき
- M THE BLACKS 仲村もも（9月13日、ミル）
- 絞め奮え喉頭を執拗に耽溺 08（10月1日、天奇）他出演:桃井アンナ、如月なお、沢井真帆、矢吹涼子
- 性交クリニックSP (裏）手コキクリニック～完全版～/美人ナース大集合編（11月8日、SODクリエイト）共演:小春、間宮いずみ、管野麻耶、加持樹、常盤みちる、村上理沙、牧野夕陽、工藤花
- スーパーヒロイン絶体絶命!!Vol.18（11月9日、GIGA）
- VS.仲村もも（11月27日、デジタルアーク）

2008年
- 私立スパルタ体罰女学園（1月19日、クロス）共演:城本久美、佐原みつな、桜田さくら、風見ララ、桜沢みゆ
- パイパンマンコに熱いザーメンを中出しされるのが好きなんです（2月1日、エッジ）他出演:あおば、星野優奈、あすかりの、彩芽はる、瀬戸ひなた
- 顔射ぶっかけゴックン潮吹き大噴出レズビアン（2月19日、クロス）共演:南波杏、紅音ほたる
- 大好き。（3月6日、S-Cute）
- ヒロイン触手陵辱 突撃部隊チャージファイブ編（3月14日、GIGA）
- TOKYO風俗地下クラブ（3月15日、トップワン）共演:青山ゆい、純名もも、夏川るい、小笠原咲、七海、田中真美、吉井麻帆、杏野まひる、成海せいら
- 徹底汚辱!唾液と胃液と潮とゲロ 壮絶!強制ゲロマチオ学園（4月13日、MOODYZ）共演:長谷川ちひろ、泉まりん
- ハーレム監禁病棟24時（4月20日、ジェイモデル）共演:杏野まひる、吉井麻帆、七海

2010年
- オペラ5周年記念DVD24時間6枚組 （12月25日、オペラ）他多数出演

### シングル
- 恋する季節（2004年12月18日、Sexual Kiss Records）マキシシングル DVD + CD

## 雑誌
- ホイップ 2004年12月号「セキララ初体験告白」

## 出演

### テレビ
- Peach-Pit 桃のたね（MONDO TV）